# Parastenocaris balcanica
Parastenocaris balcanica is een eenoogkreeftjessoort uit de familie van de Parastenocarididae. De wetenschappelijke naam van de soort is voor het eerst geldig gepubliceerd in 1959 door Petkovski.